# Wilhelm Schweydar
Wilhelm Karl Schweydar (* 8. Dezember 1877 in Namiest; † 11. Juli 1959 in Muralto; heimatberechtigt in Brione) war ein deutsch-schweizerischer Geophysiker und Geodät.

## Leben
Wilhelm Schweydar übersiedelte 1888 mit seinen Eltern vom zur Markgrafschaft Mähren und somit zu Österreich-Ungarn gehörenden Namiest nach Schlawa bei Glogau in Preußisch-Schlesien und erwarb durch Naturalisation die preußische Staatsangehörigkeit. Nach dem Besuch des katholischen humanistischen Gymnasiums in Glogau studierte er von 1898 bis 1903 an der Universität Leipzig sowie an der Schlesischen Friedrich-Wilhelms-Universität zu Breslau und der Ruprecht-Karls-Universität Heidelberg Astronomie, Mathematik und Physik. Während des Studiums wurde er Mitglied der Burschenschaft Suevia Leipzig im ADB. Er war von 1903 bis 1904 Assistent am Astrophysikalischen Observatorium in Potsdam und wurde 1904 in Heidelberg mit seiner Dissertation Untersuchungen der Oscilationen der Lotlinie auf dem astronomischen Institut zu Heidelberg zwischen Juli 1901 und Juli 1902 promoviert. Anschließend war Wilhelm Schweydar von 1905 bis 1926 in Potsdam am Königlich Preußischen Geodätischen Institut (ab 1917 Preußisches Geodätisches Institut) tätig, wo er am 1. Januar 1905 wissenschaftlicher Mitarbeiter und 1911 zum Observator befördert wurde. Im Jahr 1914 habilitierte er sich mit seiner Habilitationsschrift Methoden zur Erforschung des Erdinnern als Privatdozent für Geophysik und bekam den Titel Professor verliehen. Im Jahr 1920 wurde er zum Honorarprofessor an der Philosophischen Fakultät der Friedrich-Wilhelms-Universität zu Berlin ernannt. Am 1. November 1923 wurde Wilhelm Schweydar Leiter der Abteilung Geophysik am Preußischen Geodätischen Institut.
Wilhelm Schweydar verließ am 1. Januar 1926 aus Gesundheitsgründen das Geodätische Institut mit der gesetzlichen Pension und verlegte 1929 seinen Wohnort in den Kanton Tessin in die Schweiz. 1939 erwarb er das Schweizerische Bürgerrecht und wurde Bürger von Brione.
Im Mittelpunkt seiner wissenschaftlichen Betätigung stand die Beschäftigung mit den Deformationen des Erdkörpers und mit der Bewegung der Drehachse im Erdkörper.
Er verbesserte die Eötvössche Drehwaage, wobei die nach seinen Angaben von den Askania-Werken gebauten Instrumente zur damaligen Zeit wesentliche Grundlagen für die angewandte Gravimetrie erbrachten. Er besaß ein Patent für einen Erschütterungsmesser, den er aber nicht ausführen ließ.
Wilhelm Schweydar wurde am 24. November 1921 unter Matrikel-Nr. 3459 als Mitglied der Fachsektion Mathematik und Astronomie in die Deutsche Akademie der Naturforscher Leopoldina aufgenommen. Er gehört zu den 24 Gründungsmitgliedern der am 19. September 1922 in Leipzig gegründeten Deutschen Seismologischen Gesellschaft, der heutigen Deutschen Geophysikalischen Gesellschaft.